# Чонгуль
Чонгуль — село в Шелопугинском районе Забайкальского края России в составе сельского поселения «Копунское». 

## География
Село находится в северной части района на расстоянии примерно 33 километров (по прямой) на север-северо-восток от села Шелопугина. 
Климат
Климат характеризуется как резко континентальный, с продолжительной морозной малоснежной зимой и коротким тёплым летом. Средняя многолетняя температура самого холодного месяца (января) составляет −33,6 °С (абсолютный минимум — −59 °С), температура самого тёплого (июля) — 17,7 °С (абсолютный максимум — 36 °С). Безморозный период длится в течение 74 дней. Среднегодовое количество осадков — 359 мм.
Часовой пояс
Село Чонгуль находится в часовой зоне МСК+6. Смещение применяемого времени относительно UTC составляет +9:00.

## История
Основано в 1825 году.   

## Население
Постоянное население составляло 85 человек в 2002 году (русские 99%), 55 человек в 2010 году.

## Инфраструктура
Действует начальная школа, клуб и библиотека, фельдшерско-акушерский пункт.